# Cyclocephala erotylina
Cyclocephala erotylina är en skalbaggsart som beskrevs av Gilbert John Arrow 1914. Cyclocephala erotylina ingår i släktet Cyclocephala och familjen Dynastidae. Inga underarter finns listade i Catalogue of Life.